# Apparences
Pour plus de détails, voir Fiche technique et Distribution.
Apparences (What Lies Beneath) est un thriller horrifique américain réalisé par Robert Zemeckis, sorti en 2000.

## Synopsis
Ancienne violoncelliste, Claire Spencer mène une vie tranquille dans le Vermont, avec son mari Norman, un scientifique et professeur accompli. Leur relation s'est cependant légèrement tendue, notamment depuis le départ de Caitlin — la fille de Claire — pour l'université. Claire reste très souvent seule à la maison. Elle remarque alors que ses nouveaux voisins, Mary et Warren Feur, semblent avoir une relation instable. Alors que Mary n'a plus été vue depuis plusieurs jours, Claire soupçonne Warren de l'avoir tuée.

## Fiche technique
Sauf indication contraire, les informations mentionnées dans cette section peuvent être confirmées par les bases de données cinématographiques IMDb et Allociné,  présentes dans la section « Liens externes ».
- Titre original : What Lies Beneath
- Titre français : Apparences
- Réalisation : Robert Zemeckis
- Scénario : Clark Gregg, d'après une histoire de Clark Gregg et Sarah Kernochan
- Musique : Alan Silvestri
- Direction artistique : Stefan Dechant, Tony Fanning et Elizabeth Lapp
- Décors : Rick Carter et William James Teegarden
- Costumes : Susie DeSanto et Bernie Pollack
- Photographie : Don Burgess
- Son : Tom Johnson, William B. Kaplan, Dennis S. Sands, Randy Thom
- Montage : Arthur Schmidt
- Production : Jack Rapke (en), Steve Starkey et Robert Zemeckis
  - Production déléguée : Joan Bradshaw et Mark Johnson
  - Production associée : Steven J. Boyd et Cherylanne Martin
- Sociétés de production : ImageMovers, présenté par Twentieth Century Fox et Dreamworks Pictures
- Sociétés de distribution : DreamWorks Distribution (États-Unis) ; UGC Fox Distribution (France) ; Fox-Warner (Suisse romande)
- Budget : 80 millions de $[1] ; 100 millions de $[2]
- Pays de production :  États-Unis
- Langue originale : anglais
- Format : couleur (Technicolor) — 35 mm — 2,39:1 (Panavision) — son DTS / Dolby Digital / SDDS
- Genre : fantastique, thriller, drame, horreur
- Durée : 130 minutes
- Dates de sortie[3] :
  - États-Unis, Québec : 21 juillet 2000[4]
  - France : septembre 2000 (Festival du cinéma américain de Deauville) ; 13 septembre 2000 (sortie nationale)[5] ; 9 septembre 2009 (Festival du cinéma américain de Deauville)
  - Suisse romande : 13 septembre 2000[6]
  - Belgique : 11 octobre 2000[7]
- Classification[8] :
  - États-Unis : accord parental recommandé, film déconseillé aux moins de 13 ans (PG-13 - Parents Strongly Cautioned)[N 1]
  - France : interdit aux moins de 12 ans
  - Belgique : tous publics (Alle Leeftijden)[7]
  - Suisse romande : interdit aux moins de 14 ans[9]
  - Québec : 13 ans et plus (13+ / 13 years and over)[4]

## Distribution
- Harrison Ford (VF : Richard Darbois) : Dr Norman Spencer
- Michelle Pfeiffer (VF : Emmanuèle Bondeville) : Claire Spencer
- Diana Scarwid (VF : Ivana Coppola) : Jody
- Joe Morton (VF : Frantz Confiac) : Dr Drayton
- James Remar (VF : Philippe Vincent) : Warren Feur
- Miranda Otto : Mary Feur
- Amber Valletta : Madison Elizabeth Frank
- Wendy Crewson (VF : Michèle Buzynski) : Elena
- Micole Mercurio (VF : Monique Thierry) : Mme Frank, la mère de Madison
- Ray Baker (VF : Marcel Guido) : Dr Stan Powell
- Katharine Towne : Caitlin Spencer
- Sloane Shelton (VF : Paule Emmanuelle) : Mme Templeton
- Victoria Bidewell : Beatrice
- Eliott Goretsky : Teddy
- Tom Dahlgren : Dean Templeton

## Production

### Attribution des rôles
Harrison Ford et Michelle Pfeiffer étaient les premiers et seuls choix de Robert Zemeckis pour les rôles principaux.

### Tournage
Le tournage se déroule du 23 août 1999 à décembre 1999. Le tournage d'un autre film de Robert Zemeckis, Seul au monde, était alors en pause pendant un an pour permettre à son acteur principal, Tom Hanks, de perdre du poids et de se laisser pousser la barbe.
Lieux de tournage
- Vermont : D.A.R. State Park, Université du Vermont, Burlington, le lac Champlain et Waterbury
- New York : New York, Westport
- Californie : Long Beach, Université de Californie à Los Angeles et Playa Vista

### Bande originale
- Too Late, interprété par LoBall
- Domination, interprété par Adam Hamilton (en)
- Gymnopedie No.1, interprété par Rowena Hammill
- Les Quatre Saisons : Automne, composé par Antonio Vivaldi

## Accueil

### Box-office
Le film réalise 155 464 351 $ de recettes aux États-Unis et 291 420 351 $ dans le monde, pour un budget de 100 millions de dollars. En France, Apparences totalise 1 816 041 entrées.
| Pays ou région    | Box-office        | Date d'arrêt du box-office | Nombre de semaines |
| ----------------- | ----------------- | -------------------------- | ------------------ |
| États-Unis Canada | 155 464 351 $     | 1er février 2001           | 28                 |
| France            | 1 816 041 entrées | n/a                        | n/a                |
| Total mondial     | 291 420 351 $     | 1er février 2001           | 28                 |

## Distinctions

### Récompenses
- ASCAP Film and Television Music Awards 2001 : ASCAP Award du meilleur compositeur d'un blockbuster pour Alan Silvestri
- Blockbuster Entertainment Awards 2001 :
  - Acteur préféré dans un film à suspense pour Harrison Ford
  - Actrice préférée dans un film à suspense pour Michelle Pfeiffer
- Il Festival Nazionale del Doppiaggio Voci nell'Ombra 2001 : 
  - Prix du cinéma de la meilleure voix masculine pour Michele Gammino (pour le doublage d'Harrison Ford)
  - Prix du public de la meilleure voix masculine pour Michele Gammino (pour le doublage d'Harrison Ford)
- Syndicat national des journalistes cinématographiques italiens : Ruban d'argent du meilleur doublage masculin pour Michele Gammino (pour la voix de Harrison Ford)
- Yoga Awards 2001 : pire film étranger pour Robert Zemeckis

### Nominations
- Academy of Science Fiction, Fantasy and Horror Films - Saturn Awards 2001 :
  - Meilleur film d'horreur
  - Meilleure réalisation pour Robert Zemeckis
  - Meilleure actrice pour Michelle Pfeiffer
- Blockbuster Entertainment Awards 2001 : second rôle féminin préféré dans un film à suspense pour Diana Scarwid
- Fangoria Chainsaw Awards 2001 : meilleure actrice pour Michelle Pfeiffer
- Golden Trailer Awards 2001 : meilleure bande-annonce d'un film d'horreur ou thriller
- Turkish Film Critics Association (SIYAD) Awards 2001 : meilleur film en langue étrangère (20e place)

### Sélections
- Festival du cinéma américain de Deauville 2000 : premières - hors compétition pour Robert Zemeckis
- Festival du cinéma américain de Deauville 2009 : nuits américaines pour Harrison Ford

## Éditions en vidéo
- En France, le film Apparences est sorti en DVD le 10 mai 2001[15]. Par la suite, le film est sorti en VOD le 1er août 2014[5].